# Runstensfadder
En runstensfadder var en förening (vanligt var till exempel hembygdsföreningar eller fornminnesföreningar) eller en privatperson (till exempel markägaren) som ideellt och på uppdrag av svenska Riksantikvarieämbetet åtog sig att se efter en viss runsten i Sverige. Runstensfadderns viktigaste uppgift var att titta till runstenen då och då för att snabbt kunna rapportera till Runverket hos Riksantikvarieämbetet eller till länsstyrelsen om något skulle ha hänt med stenen, till exempel om den sandade, bitar hade lossnat, om den var på väg att välta eller hade blivit påkörd. Runstensfaddern skulle ta hand om det kontinuerliga underhållet av en runsten mellan besöken av en professionell konservator som skickades ut från Riksantikvarieämbetet. Besiktning och åtgärder utförda av en professionell konservator kunde ske med ca 5-25 års intervaller, beroende på runstenens kondition och placering. Fadderverksamheten var igång mellan 1992 fram till 2015 då den praktiska vården av runstenar gick över från Riksantikvarieämbetet till länsstyrelserna. Efter 2015 har fadderverksamheten ibland fortsatt inom vissa lokala föreningar, organisationer, kommuner eller i hembygdsföreningars regi. 

## Runstensfadderns uppgifter
Fukt och näring på en sten ger påväxt, därför bör klippt gräs, fågelspillning, nedfallna löv och liknande tas bort direkt när det hamnat på en stenytan och detta var något en runstensfadder kunde hjälpa till med. Om runstenen var av en stensort som granit eller gnejs, var utan öppna sprickor och ytan inte sandade eller grusade, kunde runstensfaddern även tvätta stenen en gång per år med en mjuk borste och vatten (vattentvätt på sten får enbart utföras under den frostfria tiden av året), röja bort sly och andra växter i stenens närhet (markägarens tillstånd krävdes dock). Runstensfaddern rapporterade också in uppgifter om stenens och närmiljöns tillstånd till Riksantikvarieämbetet.

## Prioritering av åtgärder
I Riksantikvarieämbetets Vårda väl-serie finns ett informationsblad avseende runstensvård. I Vårda väl-bladet anges prioriteringsordningen för åtgärder. Det som var mest akut och som var viktigast att rapportera till Riksantikvarieämbetet eller till sin länsstyrelse var om man hade upptäckt att en sten lutade oroväckande. (Om en rest sten riskerar att välta finns risk för personskador.) Prioritet två var om man upptäckte att stenen eller stenens ristning riskerade att gå varaktigt förlorad, till exempel genom att en bit av stenen hade lossnat (många runstenar är hopsatta av fragment), om ytan sandade eller grusade, eller om stenen har blivit vandaliserad. Lägsta prioritet var påväxt eller att färgen börjat bli blek. I princip alla runstenar som står utomhus har påväxt, (lav är till exempel en indikator på ren luft och mossa tycker om sten som står fuktigt och i skugga). Därför var normal påväxt sällan något som behövde rapporteras. Att den moderna röda färgen i runorna hade blekts kunde se tråkigt ut och försvårade möjligheten att se runorna, men imålningen handlade mer synliggörande - imålning av runstenar är alltså inte en konserveringsåtgärd och var inte akut.

## Skyltansvar
Har någon frågor till länsstyrelsen eller till Riksantikvarieämbetet om en specifik runsten är det bra att antingen kunna ange numret på runinskriften eller den beteckning stenen har som fornlämning i Fornsök. Numret finns ofta angivet på en skylt som står i stenens närhet. Ibland förekommer det äldre skyltar som är uppställda av Riksantikvarieämbetet. Riksantikvarieämbetet tillverkar och reser inte skyltar numera. Om någon har frågor kring skyltning kan man börja med att kontakta sin länsstyrelse. Länsstyrelserna är tillståndsgivande myndighet och det är till dem man ska vända sig om man vill ställa frågor kring åtgärder på eller i närheten av alla fornlämningar. Länsstyrelserna kan i sin tur ha gett i uppdrag åt exempelvis en entreprenör, ett länsmuseum eller en hembygdsförening att skylta runstenar och andra fornlämningar inom länet. Men många runstenar och fornlämningar i Sverige är dock oskyltade. Det finns inget juridiskt krav på att alla runstenar och andra fornlämningar ska ha skyltar, utan förekomsten eller avsaknaden av skyltar och informationstexter är oftast en fråga om ekonomiska resurser och prioriteringar inom länet.